# Fogtrein
Fogtrein, é o nome atribuído a uma família de Foguetes de treinamento Brasileira, criada em conjunto pelo Comando da Aeronáutica (COMAER) e a Avibras, e tem como objetivo, colocar no mercado mundial foguetes de baixo custo, utilizados para treinamento operacional de equipes de lançamento e eventualmente como foguetes de sondagem de pequeno porte.

## Origens
Desde meados da década de 70, tornou-se prática corriqueira no Brasil, o uso de propulsores de mísseis inservíveis para as forças armadas, com o objetivo de manter as equipes dos Centros de lançamento treinadas e em prontidão. Em geral eram usados foguetes do tipo FFAR (Folding Fin Aircraft Rocket), primeiro os de origem Americana do modelo Mk 40 e com o passar do tempo, passaram a ser usados foguetes de origem nacional, sendo o mais popular deles o SBAT-70 da Avibras.

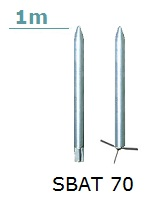

A partir de 2001, mísseis mais modernos dos modelo SS-60 ou SS-80 da Avibras, começaram a ser usados, no entanto o SBAT 70 continuou sendo usado para este fim até setembro de 2008.
Em dezembro daquele mesmo ano, foi iniciado o desenvolvimento de foguetes específicos para a finalidade de treinamento e prontidão em alta performance das equipes de lançamento. Era o início do projeto Fogtrein (foguetes de treinamento), com suporte financeiro do COMAER, da AEB, do CLBI e do DCTA. Com a larga experiência obtida com os primeiros modelos da família Sonda de foguetes nas décadas de 60/70, e mais recentemente com o sistema Astros II de mísseis, a Avibras foi a empresa selecionada para a fabricação dos mesmos. Para atender os requisitos de confiabilidade e baixo custo, a opção foi adaptar alguns modelos dos mísseis do sistema Astros II para essa finalidade.

## Desenvolvimento
Num casamento de interesses perfeito, sendo o da Avibras, reforçar a sua participação no mercado de foguetes e o do Instituto de Aeronáutica e Espaço (IAE/DCTA), prover foguetes mais modernos para testes, qualificação e treinamento de equipes nos Centros de Lançamento de Alcântara (CLA) e da Barreira do Inferno (CLBI), foram projetados três modelos desses foguetes de treinamento: um básico, um intermediário e um avançado, dos quais os dois primeiros, já estão em produção. O terceiro deve ter o desenvolvimento iniciado em 2012, com estreia prevista em 2013.
Esses veículos, assim como os mísseis que lhes deram origem, estão sendo projetados de forma que possam ser lançados em condições adversas, tais como: alta salinidade, ventos de superfície e balísticos de até 10 m/s e chuva moderada de até 10 mm/h. Todos os modelos, vão admitir cargas úteis (5 kg a 30 kg), com rede elétrica e transmissão por telemetria para os equipamentos de solo, podendo atender a missões contendo experimentos de interesse do meio acadêmico e científico.

## Modelos
Pode-se observar a semelhança física entre os foguetes de treinamento e os mísseis do sistema Astros II que lhes deram origem.

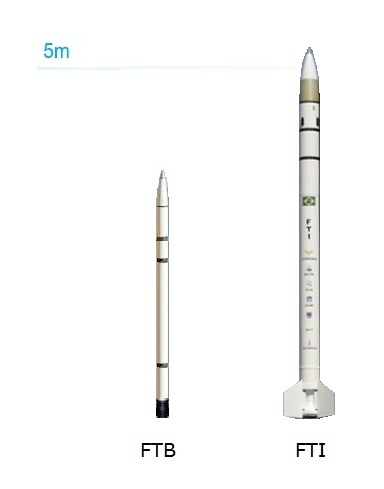
Os foguetes de treinamento modelos FTB e FTI.

Foguete de Treinamento Básico (FTB) - monoestágio
Missão: Modelo para treinamento operacional de um Centro de Lançamento, de forma isolada, sem participação da estação remota para monitoramento redundante do veículo, instrumentado com telemetria na banda S e apogeu superior a 30 km.
- Situação: Em serviço.
- Altura: 3,05 m
- Diâmetro: 12,7 cm
- Massa: 67,8 kg
- Carga útil: 5 kg
- Empuxo no lançamento:
- Apogeu: 30 km
- Estreia: 10 de agosto de 2009
- Último: 07 de novembro de 2012
- Lançamentos: 23 (em 10 de novembro de 2012)

Foguete de Treinamento Intermediário (FTI) - monoestágio
Missão: Modelo para treinamento operacional de um Centro de Lançamento, de forma isolada, sem participação da estação remota para monitoramento redundante do veículo, instrumentado com telemetria na banda S, transpônder na banda C, terminação de voo, e apogeu superior a 60 km.
- Situação: Em serviço.
- Altura: 5,4 m
- Diâmetro: 30 cm
- Massa: 490 kg
- Carga útil: 30 kg
- Empuxo no lançamento:
- Apogeu: 60 km
- Estreia: 03 de agosto de 2010
- Último:
- Lançamentos:

Foguete de Treinamento Avançado (FTA) - dois estágios
Missão: Modelo para treinamento operacional de dois Centros de Lançamento, de forma conjunta, sendo um responsável pelo lançamento e o outro pelo monitoramento remoto do veículo e da carga útil, instrumentado com telemetria na banda S, transpônder na banda C, terminação de voo, e apogeu superior a 160 km.
- Situação: A ser desenvolvido.
- Apogeu: 100 km (previsto)

## Utilização
Cada centro de lançamento, receberá uma determinada quantidade de veículos de cada modelo com as respectivas instrumentações anualmente, o que vai permitir que as equipes sejam treinadas nos procedimentos de montagem, integração, preparação, coordenação, segurança operacional, lançamento e rastreio, incluindo radares e telemetria. Treinamentos regulares fazem com que os Centros de Lançamento mantenham a operacionalidade para lançamentos suborbitais e orbitais, com níveis mais altos de segurança e de eficiência, além de tornarem viáveis avaliações constantes dos meios técnicos, identificação de novos procedimentos e atualização dos equipamentos.